# فضای تایشمولر
در ریاضیات، فضای تایشمولر (به انگلیسی: Teichmüller Space)، از یک رویه توپولوژیکی (یا دیفرانسیل) (حقیقی) چون {\displaystyle S} که آن را با {\displaystyle T(S)} نشان می‌دهند، فضایی است که ساختارهای مختلط روی {\displaystyle S} را در حد کنش هومئومورفیسم‌هایی پارامتریزه می‌کند که با هومئومورفیسم همانی ایزوتوپ است. فضاهای تایشمولر را بر اساس نام اسوالد تایشمولر نامیده اند.
هر نقطه از فضای تایشمولر {\displaystyle T(S)} را می توان به عنوان رده یکریختی از رویه‌های ریمانی «نشانه‌گذاری شده» در نظر گرفت، به گونه ای که این «نشانه گذاری»، رده ایزوتوپی از هومئومورفیسم‌هایی از {\displaystyle S} به خودش است. این فضا را می توان به صورت فضای ماژولی برای ساختار هذلولوی نشاندار واقع بر رویه دید، به گونه ای که ساختار مذکور، رویه را مجهز به توپولوژی طبیعی می کند که برای یک رویه از گونای (genus) ‏ {\displaystyle g\geq 2}، با یک گوی از بعد {\displaystyle 6g-6} هومئومورف است. بدین طریق، فضای تایشمولر را می توان به عنوان اوربیفولدی پوشاننده جهانی از فضای ماژولی ریمانی دید.
فضای تایشمولر دارای ساختار منیفلد مختلط کانونی بوده و متریک طبیعی غنی ای دارد. مطالعه ویژگی هندسی چنین ساختارهای متنوع، حوزه تحقیقاتی فعالی است.

## مطالعه بیشتر
- Bers, Lipman (1981), "Finite-dimensional Teichmüller spaces and generalizations", Bulletin of the American Mathematical Society, New Series, 5 (2): 131–172, doi:10.1090/S0273-0979-1981-14933-8, MR 0621883
- Gardiner, Frederick P. (1987), Teichmüller theory and quadratic differentials, Pure and Applied Mathematics (New York), New York: John Wiley & Sons, ISBN 978-0-471-84539-3, MR 0903027
- Hubbard, John Hamal (2006), Teichmüller theory and applications to geometry, topology, and dynamics. Vol. 1, Matrix Editions, Ithaca, NY, ISBN 978-0-9715766-2-9, MR 2245223
- Papadopoulos, Athanase, ed. (2007–2016), Handbook of Teichmüller theory. Vols. I-V, IRMA Lectures in Mathematics and Theoretical Physics, vol. 11, 13, 17, 19, 26, European Mathematical Society (EMS), Zürich, doi:10.4171/029, ISBN 978-3-03719-029-6, MR 2284826 The last volume contains translations of several of Teichmüller's papers.
- Teichmüller, Oswald (1939), "Extremale quasikonforme Abbildungen und quadratische Differentiale", Abh. Preuss. Akad. Wiss. Math.-Nat. Kl., 1939 (22): 197, JFM 66.1252.01, MR 0003242
- Teichmüller, Oswald (1982),  Ahlfors, Lars V.; Gehring, Frederick W. (eds.), Gesammelte Abhandlungen, Berlin, New York: Springer-Verlag, ISBN 978-3-540-10899-3, MR 0649778
- Voitsekhovskii, M.I. (2001) [1994], "فضای تایشمولر", Encyclopedia of Mathematics, EMS Press